# Nakhtpaaten
Nakhtpaaten (Aton és fort) o Nakht va ser un djati de l'antic Egipte durant el regnat d'Akhenaton, de la Dinastia XVIII.
Sembla que Nakhtpaaten va ser el successor del djati Ramose en el càrrec. Els seus títols tal com figura a la seva casa i a la seva tomba van ser: «Príncep Hereu», «Contable», «Portador del Segell», «Djati», «Supervisor de la ciutat» i «Encarregat dels projectes de treball a Akhetaton».
És probable que Nakhtpaaten fos representat en la tomba de Mahu (que va ser cap de la policia) en una escena relacionada amb la vigilància de la ciutat, on Mahu es mostra reunit amb un djati i amb un oficial menor anomenat Heqanefer.
Vivia al sud de la ciutat d'Akhetaton, on la seva casa va ser excavada el 1922. La casa de Nakhtpaaten era una gran mansió que incloïa salons de recepció, dormitoris, un bany, un lavabo i oficines.
Tenia una tomba (Tomba d'Amarna 12) construïda al cementiri d'Amarna